# Volow
Le volow (ou valuwa) est une langue océanienne autrefois parlée dans l’est de l’île de Motalava, située dans l’archipel des îles Banks au nord du Vanuatu.
Il s'agit aujourd'hui d'une langue éteinte, dont seul un locuteur passif se souvient aujourd'hui,. Son père Wanhan, décédé en 1986, en était le dernier locuteur actif. Le volow a cédé le terrain à la langue désormais dominante de l’île, le mwotlap. Du fait de la grande similarité entre les deux parlers, on peut éventuellement les considérer comme deux dialectes d’une même langue.

## Phonologie

### Consonnes
Le volow comporte 16 phonèmes consonantiques. Ils sont présentés ici avec leur transcription orthographique:
|                                  | Labio-vélaires | Bilabiales | Alvéolaires | Vélaires | Glottale |
| -------------------------------- | -------------- | ---------- | ----------- | -------- | -------- |
| Occlusives sourdes               |                |            | /t/ t       |          |          |
| Occlusives sonores prénasalisées | /ᵑᵐɡ͡bʷ/ q̄      | /ᵐb/ b     | /ⁿd/ d      | /ᵑɡ/ ḡ   |          |
| Fricatives                       |                | /v/ v, p   | /s/ s       | /ɣ/ g    | /h/ h    |
| Nasales                          | /ŋ͡mʷ/ m̄        | /m/ m      | /n/ n       | /ŋ/ n̄    |          |
| Latérale                         |                |            | /l/ l       |          |          |
| Semi-consonnes                   | /w/ w          |            | /j/ y       |          |          |

Parmi cet inventaire consonantique, le volow possède un phonème rare : une occlusive sonore labiale-vélaire, prénasalisée et arrondie /ᵑᵐɡ͡bʷ/: ex. [n-lɛᵑᵐg͡bʷɛβɪn] “femme” (transcrit n-leq̄evēn en orthographe).

## Voyelles
Le volow a sept voyelles,.
|             | Antérieures | Centrales | Postérieures |
| ----------- | ----------- | --------- | ------------ |
| Fermées     | i           |           | u            |
| Pré-fermées | ɪ           |           | ʊ            |
| Mi-ouvertes | ɛ           |           | ɔ            |
| Ouvertes    |             | a         |              |

### Orthographe
| a | b | d | e | ē | g | ḡ | h | i | l | m | m̄ |
| n | n̄ | o | ō | q̄ | s | t | u | v | w | y |   |